# Rudi Prisăcaru
Rudi Prisăcaru ou Rudy Prisecaru, né le 3 janvier 1970 à Iași, est un joueur puis entraîneur franco-roumain de handball.

## Biographie
Rudi Prisăcaru se révèle au Dinamo Bucarest à la fin des années 1990 et est ainsi sélectionné en équipe nationale de Roumanie, remportant une médaille de bronze au Championnat du monde en 1990 puis terminant à la 10e place aux Jeux olympiques de 1992.
En 1993, il rejoint la France et le RC Strasbourg. Deux saisons plus tard, il rejoint les Spacers Toulouse où il va évoluer pendant sept saisons,.
Il reste ensuite au Spacers Toulouse dont il devient entraîneur principal de l'équipe professionnelle entre 2002 et 2005. Après avoir momentanément quitté la Ville Rose, il y est revenu en 2010, d'abord comme entraîneur de l'équipe réserve puis comme responsable du centre de formation en 2012. Et pour la saison 2014-2015, il occupe la fonction d'entraîneur-adjoint de Toni Garcia en D1 tout en conservant les rênes de la N2 et du centre de formation. Enfin, pendant environ 4 ans, il est le directeur sportif du Fenix Toulouse Handball. Depuis 2023 il est Conseiller Technique Fédéral responsable du Pôle espoir masculin de la Ligue Centre-Val de Loire.

## Palmarès

### En club
- Vainqueur de la Coupe de France en 1998
- 3e du Championnat de France en 1998
- Finaliste de la Coupe de France en 1999
- Vice-Champion de Roumanie en 1989, 1990 et 1991
- Demi-Finaliste de la Coupe des Coupes (C2) en 1989

### Sélection nationale
- Médaille de bronze au Championnat du monde en 1990
- 10e place aux Jeux olympiques de 1992
- 10e place au Championnat du monde en 1995
- 9e place au Championnat d'Europe en 1996